# Карше, Абдуллахи
Абдуллахи Карше (настоящие имя и фамилия — Махмуд Мухаммад) (сомал. Cabdullaahi Qarshe, араб. عبدالله قارشي‎) (1924—1994) — сомалийский композитор, поэт, драматург.
Автор слов и музыки национального Гимна Сомали — Qolobaa Calankeed (Хвалите родину).

## Биография
Родился в Моши в Танзании в семье сомалийских эмигрантов. Его отец был бизнесменом из Сомалиленда.
В 1931 году переехал с родителями в Аден (Йемен), где получил образование. Там же впервые столкнулся с арабской и индийской музыкой. Увлёкшись им, купил свой первый музыкальный инструмент — лютню, играл на уде, гитаре, фортепиано, стал сочинять музыку и тексты песен на сомалийском языке. Первую песню под названием «Ka Kacay! Ka Kacay!» написал в 1948 году.
В 1945 году переехал в Харгейсу — крупнейший город и столицу непризнанного государства Сомалиленд, второго по численности города Сомали после Могадишо. Работал чиновником британской военной администрации.
В 1955 году организовал группу артистов Walaalo Hargeysa (Братья Харгейсы)
В 1959 году создал патриотическое музыкальное произведение под названием Qolobaa Calankeed, посвящённое сомалийскому флагу. В 2012 году, после принятия новой Конституции Сомали, оно было утверждено гимном Сомали.
Абдуллахи Карше, наряду с другими деятелями искусства первого поколения, такими как Али Фейруз и Мохамед Нахари, был одним из основателей современной сомалийской музыки.
Кроме своей поэзии, он также был известен своими театральными работами, поставленными на сценах Могадишо и Харгейсы.